# Pseudochromis omanensis
Pseudochromis omanensis is een  straalvinnige vissensoort uit de familie van dwergzeebaarzen (Pseudochromidae). De wetenschappelijke naam van de soort is voor het eerst geldig gepubliceerd in 1993 door Gill & Mee.
De soort staat op de Rode Lijst van de IUCN als Onzeker, beoordelingsjaar 2009.